# Han Kulker

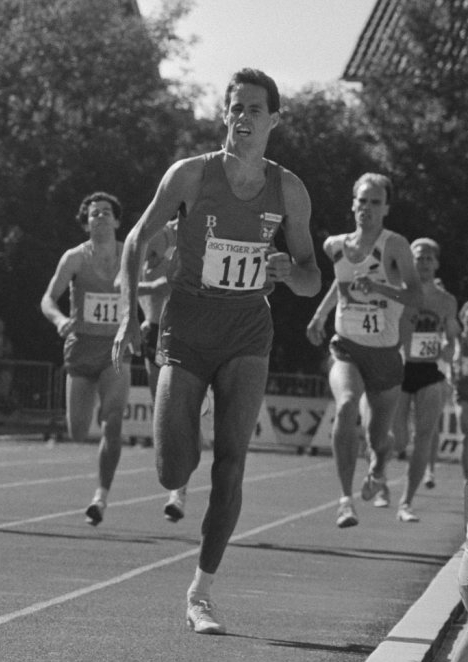
Han Kulker (1987)

Han Kulker (eigentlich: Johannes Nicolaas Maria Kulker; * 15. August 1959 in Leidschendam) ist ein ehemaliger niederländischer Mittel- und Langstreckenläufer, der seine größten Erfolge auf der 1500-Meter-Distanz hatte.

## Laufbahn
1986 gewann er bei den Halleneuropameisterschaften in Madrid überraschend die Bronzemedaille hinter den Spaniern José Luis González und José Luis Carreira. Bei den Europameisterschaften in Stuttgart entwickelte sich über 1500 Meter ein langsames Rennen mit einer Entscheidung im Endspurt. Mit Steve Cram und Sebastian Coe siegten zwei Briten, dahinter gewann Kulker in 3:42,11 min Bronze vor José Luis González.
In der Hallensaison 1987 konnte Kulker seine Medaillengewinne fortsetzen. Bei den Halleneuropameisterschaften in Liévin siegte er in einem Spurtrennen vor den beiden Deutschen Jens-Peter Herold (Ost) und Klaus-Peter Nabein (West). Kurz darauf gewann er bei den Hallenweltmeisterschaften in Indianapolis in 3:39,51 min Bronze hinter dem Iren Marcus O’Sullivan und dem Spanier José Manuel Abascal. Bei den Weltmeisterschaften in Rom stellte er im Halbfinale in 3:36,08 min seine persönliche Bestzeit auf; im Finale erreichte er in 3:42,08 min den neunten Platz. Auch 1988 erreichte er das Finale beim Saisonhöhepunkt: Bei den Olympischen Spielen in Seoul belegte er in 3:37,08 min den sechsten Platz.
Am 12. Februar 1989 stellte Kulker mit 3:38,37 min einen niederländischen Hallenrekord auf, der erst 2004 von Gert-Jan Liefers gebrochen wurde. Bei den Halleneuropameisterschaften in Den Haag eine Woche später unterlag er einem Spurtrennen dem Franzosen Hervé Phélippeau und erhielt die Silbermedaille. Während er in der Freiluftsaison 1989 kaum startete, erreichte Kulker bei den Europameisterschaften 1990 in Split wieder das Finale und belegte in 3:39,85 min den siebten Platz. Seine letzte internationale Endkampfplatzierung erreichte er bei den Hallenweltmeisterschaften 1991 in Sevilla, wo er den fünften Platz belegte.
Im Freien wurde er 1985 über 800 Meter und 1986 sowie 1987 über 1500 Meter Niederländischer Meister. In der Halle errang er viermal den nationalen Titel über 1500 Meter (1985, 1987, 1989, 1991) und je zweimal über 800 Meter (1985, 1986) und 3000 Meter (1988, 1990).
Han Kulker ist 1,83 m groß und wog zu Wettkampfzeiten 64 kg. Er arbeitete als Programmierer.

## Persönliche Bestzeiten
- 800 m: 1:46,85 min, 21. Juni 1985, Essen
- 1000 m: 2:18,07 min, 11. August 1986, Budapest
- 1500 m: 3:36,08 min, 4. September 1987, Rom
  - Halle: 3:38,37 min, 12. Februar 1989, Stuttgart (ehemaliger niederländischer Rekord)
- 1 Meile: 3:53,93 min, 14. August 1985, Hechtel (ehemaliger niederländischer Rekord)
- 3000 m (Halle): 7:56,19 min, 31. Januar 1988, Stuttgart